# Brachymeria phya
Brachymeria phya är en stekelart som först beskrevs av Walker 1838.  Brachymeria phya ingår i släktet Brachymeria och familjen bredlårsteklar. Inga underarter finns listade.